# Tatort: Tödliche Blende
Tödliche Blende ist eine Folge der ARD-Krimireihe Tatort. Die vom Sender Freies Berlin (SFB) produzierte Episode hatte am 13. Juli 1986 Premiere. In seinem dritten Fall muss Kriminalhauptkommissar Bülow, der von Heinz Drache verkörpert wird, eine Mordserie an Frauen im Umfeld eines Filmteams aufklären.

## Handlung
Kommissar Bülow hat die Aufgabe übernommen, ein Filmteam sachverständig über die Polizeiarbeit zu beraten. Gleichzeitig hat er noch den Mord an einer Frau aufzuklären. Karin Ackermann, eine junge Fotografin, die auch öfter in der Film- und Theaterszene aktiv war, wurde tot aufgefunden. Bülows Vorgesetzter Kriminaloberrat Stegmüller entbindet Bülow von seiner Aufgabe als filmischer Berater, damit dieser sich ganz auf den Mordfall konzentrieren kann. Als Bülow und sein Team die privaten und beruflichen Kontakte der Toten durchgehen, fällt ihm der Name der Schauspielerin Maria Borck auf, die am Film mitwirkt, den Bülow am Vortag noch betreut hatte. Die Dame hatte sich mit ihm zum Theater verabreden wollen, doch er hatte die Verabredung unter Hinweis auf seine Arbeit ausgeschlagen. Nun sucht er sie allerdings im Theater auf, um sie bei einem Glas Wein zu sprechen. Er klärt sie über die Ermordung von Karin Ackermann auf und erhofft sich Hinweise von ihr. Sie sagt aus, die Tote nicht näher gekannt, sie aber gemocht zu haben.
Die Kostümbildnerin des Filmteams Simone Hansen wird derweil ermordet. Offenbar kannte sie den Mörder, denn sie ließ ihn in ihre Wohnung. Bülows Team findet am nächsten Tag heraus, dass der Mordfall Ackermann Parallelen zu zwei Frauenmorden in Wiesbaden aufweist; die Assistenten holen Erkundigungen ein, wer aus dem Umfeld der Toten zur Zeit dieser Morde in Wiesbaden war. Bülow verdächtigt insgeheim den Fahrer der Produktionsfirma Heinz Borgelt, etwas mit dem Mord zu tun zu haben. Vom Hausmeister der Wohnung von Simone erfahren Bülows Assistenten, dass ein Schlüssel zu der Wohnung fehlt. In der Lunge der Toten wurde Wasser gefunden, sie ist also in der Wanne ertrunken oder ertränkt worden. Der Föhn, der in der Wanne lag, muss eine schlechte Tarnung gewesen sein; vergewaltigt wurde sie nicht. Da die Beamten herausgefunden haben, dass sie ein Verhältnis mit dem Regisseur Martin Durell hatte, ist er der Hauptverdächtige. Bülow sucht das Filmteam auf und nimmt Durell und Borgelt zum Lokaltermin mit. Durell bestreitet, am Tattag in der Wohnung von Simone Hansen gewesen zu sein, seine Spuren in der Wohnung seien mehrere Tage alt und Simones fehlendem Ordnungssinn geschuldet. Borgelt verwickelt sich in Widersprüche, er ließ nach dem Auffinden der Leiche Tabletten aus dem Schlafzimmer verschwinden, die er ihr illegal besorgt hatte. Borgelt wollte so verdecken, dass er mit verschreibungspflichtigen Arzneimitteln illegalen Handel betreibt.
Bülow und die mit ihm befreundete Sekretärin Sonja verbringen den Abend mit den Filmleuten, die den Abschluss der Dreharbeiten feiern. Zwischen dem Schauspieler Möbius und dem Regisseur Durell kommt es dabei zu einer Auseinandersetzung. Kriminalhauptmeister Rausch, der an Bülows Stelle die Beratung der Filmcrew übernommen hatte, bleibt bei den Filmleuten, nachdem Bülow gegangen ist, und konfrontiert Borgelt damit, dass dieser ein Verhältnis mit Simone Hansen und somit ein Motiv für den Mord gehabt hätte. Rausch hatte eine handschriftliche Notiz bei Simone gefunden, die darauf hinweist. Borgelt kontert, dass er am Tatabend ebenfalls bei Simone gewesen sei, weil bei ihr eine Pistolentasche gelegen habe, um die Simone ihn als Requisite gebeten hatte. Rausch räumt ein, ihr diese am Tatabend vorbeigebracht zu haben, bevor er zum Sport gegangen sei. Bülow, der, nachdem Sonja gegangen war, mit Maria Borck mitgegangen war, verbringt den Rest des Abends in Frau Borcks Wohnung. Nachdem er sich verabschiedet hat, klingelt bei ihr ein Mann in Polizeiuniform, der angibt, von Bülow geschickt worden zu sein. Er ermordet sie in ihrer Wohnung. Am nächsten Morgen findet Bülow, der sie zum Flughafen bringen wollte, Maria Borck tot in ihrer Badewanne. Stegmüller entzieht Bülow aufgrund des engen Kontakts zu Maria Borck offiziell den Fall, lässt diesen intern allerdings weiter ermitteln. Rausch hatte Stegmüller über den Kontakt informiert. Im Gegenzug teilt Bülow nunmehr Stegmüller mit, dass Rausch am Tatabend in Simones Wohnung war.
Bülows Assistenten erfahren von Maria Borcks Nachbarin, dass ein Mann in Polizeiuniform bei dieser geklingelt hatte. Ob sie ihn in die Wohnung hineingelassen hat, konnte die Nachbarin nicht beobachten. Er habe zwei Sterne auf der Schulter gehabt. Bülow hatte bei der Verabschiedung Geräusche im Treppenhaus gehört, die er mit der Beobachtung in Einklang bringt. Bülow sucht Rausch auf und befragt ihn, weil dieser beim BKA in Wiesbaden war, als dort die beiden Frauenmorde verübt wurden. Zum Vorabend gibt Rausch an, er habe einen Vortrag vor auswärtigen Gästen über die Polizeiarbeit seiner Einheit gehalten. Dabei habe er seine Uniform getragen. Als Bülow ihn dahingehend konfrontiert, dass ein Mann mit der Uniform eines Polizeihauptkommissars bei Frau Borck kurz vor deren Ermordung geklingelt habe, reagiert Rausch unwirsch. Bülow wird kurz darauf von Sonja angerufen, ein Mann in Polizeiuniform wollte Zutritt zu ihrer Wohnung und gab an, von Bülow geschickt worden zu sein. Als sie öffnete, wollte er mit einem Fotoapparat vor seinem Gesicht in ihre Wohnung, um sie in der Schrecksekunde zu fotografieren. Sie konnte allerdings die Tür zuschlagen, dabei hat er sich das Handgelenk eingequetscht und die Kamera ist ihm aus der Hand gefallen. Bülow stellt fest, dass der Mann sich im Spiegel hinter der Tür selbst fotografiert haben könnte.
Öllerink informiert Bülow darüber, dass aus dem Kostümfundus von Simone Hansen eine Polizeiuniform fehlt, die offensichtlich vor den Taten bei Frau Borck und Sonja gestohlen wurde. Bülow informiert Hans Rausch darüber, dass kein Verdacht mehr gegen ihn besteht. Bülow sucht das Filmteam auf und befragt Borgelt nochmals über den Tatabend. Dann nimmt er sich Durell vor und konfrontiert diesen damit, dass Rausch ihn gesehen habe, als er aus der Wohnung von Simone gekommen sei. Er hatte eine Tasche dabei, in der er die Uniform transportiert haben könnte. Dann nimmt er sich den Schauspieler Möbius vor. Dieser hat ein Alibi, weil an allen Abenden das Theaterstück „Der Prinz von Homburg“ aufgeführt wurde, bei dem er mitwirkte. Ein Kollege von Bülow war in der Theateraufführung, da Möbius nur die Nebenrolle des Rittmeisters von der Golz hatte, hatte er genügend Zeit, das Theater zu verlassen und die Morde zu verüben. Zudem fand der Kollege heraus, dass Möbius in Mainz lebt und so auch die Morde in Wiesbaden verübt haben könnte. Möbius lässt ein Bonbonpapier fallen, ein solches hat Bülow im Treppenhaus von Maria Borck auch gefunden. Als Bülow ihn auch noch mit dem Foto aus Sonjas Wohnung konfrontiert, das ihn als den Fotografierenden in Polizeiuniform zeigt, versucht Möbius zu fliehen. Doch schließlich gelingt es Bülow und seinen Assistenten, ihn nach kurzer Verfolgung zu stellen.

## Dreharbeiten, Einschaltquote
Die Folge wurde im Zeitraum zwischen dem 26. Februar und dem 7. April 1986 in West-Berlin gedreht. Das Szenenbild erstellte Frank Hein, die Kostüme stammen von Jutta Schwarzat.
Bei der Erstausstrahlung konnte diese Folge 15,41 Mio. Zuschauer erreichen, was einem Marktanteil von 42 % entsprach.

## Kritik
Die Kritiker der Fernsehzeitschrift TV Spielfilm fanden, diese „souveräne Film-im-Film-Geschichte aus Berlin“ biete einen „ironische[n] Blick auf Polizei- und Filmarbeit“.